# 粗羽枝蘚
粗羽枝蘚（学名：Pinnatella robusta）为平蘚科羽枝蘚屬下的一个种。